# Temps maximum
Pour plus de détails, voir Fiche technique et Distribution.
Temps maximum (Tempo massimo) est un film italien réalisé par Mario Mattoli, sorti en 1934.
Tourné à Rome, dans les studios de la Cines, il s'agit du premier long métrage réalisé par Mario Mattioli, dans lequel il dirige Vittorio De Sica, la chanteuse Milly et Anna Magnani alors âgée de vingt-six ans, dans le rôle d'Émilie (fille Dora).

## Synopsis
La vie tranquille d’un jeune professeur de campagne aux manières douces est bouleversée le jour où, alors qu’il pêchait, Dora atterrit dans l’eau à côté de lui après avoir sauté d’un avion. Elle va alors vivre avec lui mais son mode de vie festif perturbe rapidement la maison du Professeur. Son attirance croissante pour elle est tempérée par le fait qu’elle doit se marier bientôt.

## Fiche technique
- Titre français : Temps maximum[1]
- Titre original : Tempo massimo
- Réalisation : Mario Mattoli
- Scénario : Mario Mattoli
- Photographie : Carlo Montuori
- Montage : Giacomo Gentilomo
- Musique : Vittorio Mascheroni et Virgilio Ripa
- Producteur : Angelo Besozzi
- Société de production : Za-Bum
- Pays de production :  Royaume d'Italie
- Langage : Italien
- Format : Noir et blanc - 35 mm - 1.37 : 1 - Son : Mono (RCA Sound System)
- Genre : Comédie
- Durée : 78 minutes (1 h 18)
- Date de sortie : 
  - Royaume d'Italie : 31 décembre 1934

## Distribution
- Vittorio De Sica : Giacomo Bensi
- Milly : Dora Sandri
- Camillo Pilotto : le majordome

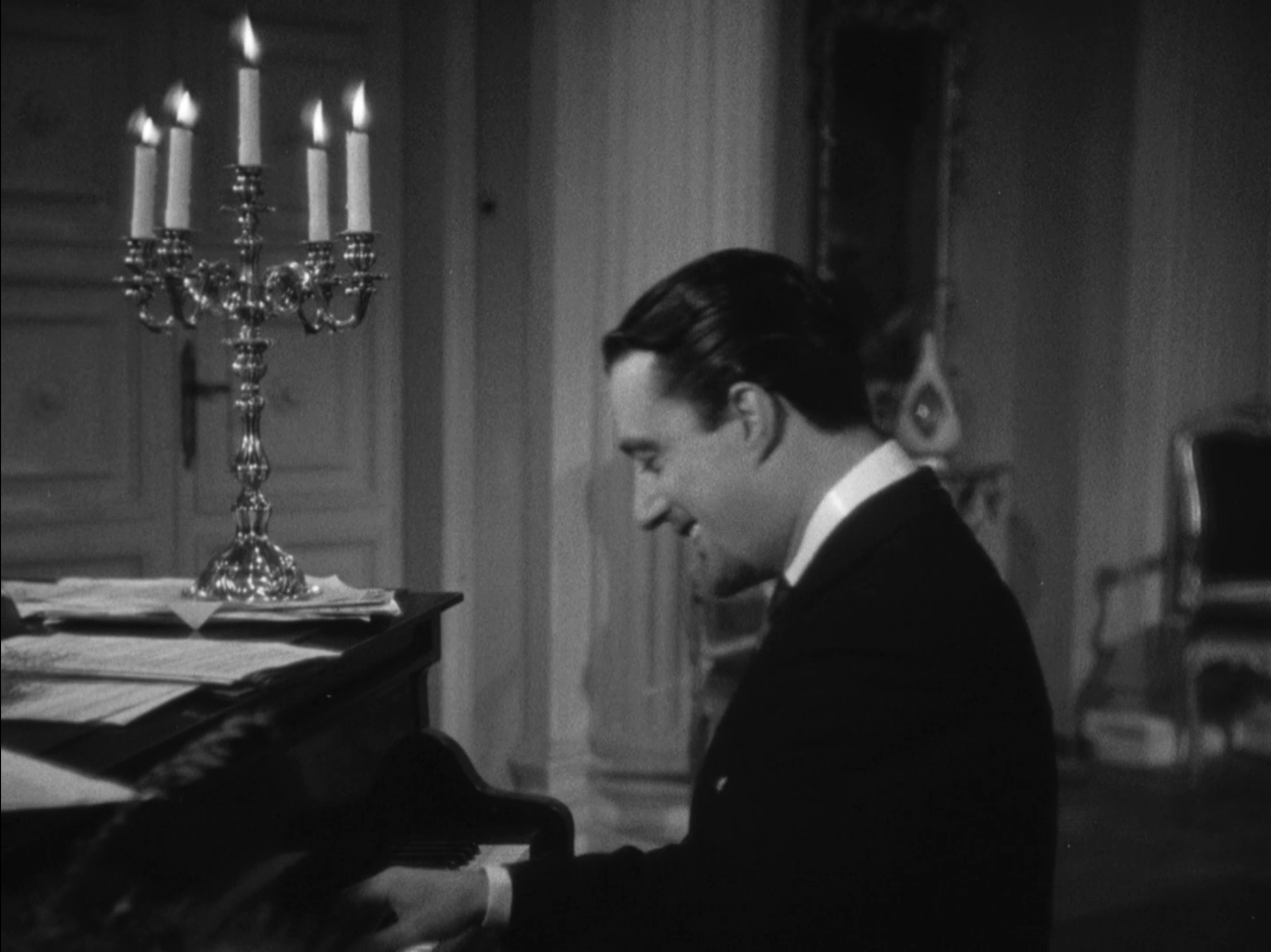
Vittorio De Sica dans une scène du film.

- Enrico Viarisio : Alfredo Martinelli
- Amelia Chellini : tante Agatha
- Anna Magnani : Emilia
- Ermanno Roveri : Jack
- Nerio Bernardi : Bob Huerta
- Giulio Donadio : Rossi
- Totò Mignone : Popi
- Stefano Sibaldi : Carletto
- Checco Rissone : un cycliste
- Giovanni Barrella : le conducteur